# Armin Niederer
Armin Niederer (* 28. Februar 1987) ist ein Schweizer Freestyle-Skier. Er ist auf die Disziplin Skicross spezialisiert.

## Biografie
Niederer stammt aus Klosters im Kanton Graubünden. Zu Beginn seiner Sportkarriere war er ein alpiner Skirennläufer, blieb aber ohne grössere Erfolge. Von Januar 2003 bis April 2005 nahm er an FIS-Rennen teil, das beste Ergebnis war ein 33. Platz. Vor der Saison 2006/07 wechselte er zur Freestyle-Disziplin Skicross. Sein Debüt im Weltcup hatte Niederer am 10. Januar 2007 in Flaine, wo er auf Platz 27 fuhr und die ersten Weltcuppunkte gewann. Zwei Monate später gewann er bei den Juniorenweltmeisterschaften in Airolo die Bronzemedaille. Sein bestes Weltcupergebnis in der darauf folgenden Saison 2007/08 war ein 18. Platz.
Im Januar 2009 stiess Niederer erstmals unter die besten zehn vor und am 20. März 2009 stand er als Zweiter des Weltcuprennens von La Plagne erstmals auf dem Podest. Im folgenden Winter 2009/10 konnte er nicht ganz dieses Niveau halten, weshalb er die Qualifikation für die Olympischen Winterspiele 2010 verpasste. In der Saison 2010/11 konnte er einen weiteren Podestplatz verbuchen, bei der Weltmeisterschaft 2011 in Deer Valley wurde er Neunter. Am 8. Dezember 2012 gelang ihm in Nakiska der erste Weltcupsieg, neun Tage später der zweite in Val Thorens. Zwischenzeitlich führte Niederer die Weltcup-Disziplinenwertung an, musste dann aber Alex Fiva vorbeiziehen lassen. Mit insgesamt fünf Podestplätzen war es dennoch seine erfolgreichste Saison. Bei der Weltmeisterschaft 2013 scheiterte er durch einen Sturz bereits in der Qualifikation.
Niederer erzielte in der Weltcupsaison 2013/14 drei Podestplätze, bei den Olympischen Winterspielen 2014 in Sotschi belegte er den 7. Platz. Ein weiterer Weltcup-Podestplatz kam in der Saison 2014/15 hinzu, bei der Weltmeisterschaft 2015 am Kreischberg wurde er ebenfalls Siebter. In der Saison 2015/16 resultierte erneut ein Weltcup-Podestplatz. Ein Sieg am Watles, ein dritter Platz und insgesamt neun Top-10-Platzierungen reichten in der Saison 2016/17 zum fünften Platz in der Skicross-Disziplinenwertung des Weltcups.
Im Weltcupwinter 2013/14 erzielte Niederer drei Podestplätze, während er bei den Olympischen Winterspielen 2014 den siebten Platz belegte.

## Erfolge

### Olympische Spiele
- Sotschi 2014: 7. Skicross

### Weltmeisterschaften
- Inawashiro 2009: 19. Skicross
- Deer Valley 2011: 9. Skicross
- Kreischberg 2015: 7. Skicross
- Sierra Nevada 2017: 20. Skicross

### Weltcupwertungen
| Saison  | Gesamt | Gesamt | Skicross | Skicross |
| Saison  | Platz  | Punkte | Platz    | Punkte   |
| ------- | ------ | ------ | -------- | -------- |
| 2006/07 | 151.   | 1      | 39.      | 4        |
| 2007/08 | 61.    | 2      | 51.      | 16       |
| 2008/09 | 36.    | 23     | 11.      | 211      |
| 2009/10 | 48.    | 15     | 14.      | 162      |
| 2010/11 | 37.    | 23     | 11.      | 251      |
| 2011/12 | 42.    | 21     | 12.      | 210      |
| 2012/13 | 8.     | 51     | 2.       | 514      |
| 2013/14 | 22.    | 34     | 5.       | 376      |
| 2014/15 | 67.    | 16     | 21.      | 172      |
| 2015/16 | 51.    | 23,08  | 11.      | 277      |
| 2016/17 | 27.    | 34,93  | 5.       | 489      |
| 2017/18 | 61.    | 21,10  | 13.      | 211      |
| 2018/19 | 151.   | 5,64   | 32.      | 62       |
| 2019/20 | 156.   | 6,55   | 36.      | 72       |
| 2020/21 |        |        | 30.      | 90       |

### Weltcupsiege
Niederer errang im Weltcup bisher 12 Podestplätze, davon 3 Siege:
| Nr. | Datum             | Ort         | Land       |
| --- | ----------------- | ----------- | ---------- |
| 1   | 8. Dezember 2012  | Nakiska     | Kanada     |
| 2   | 19. Dezember 2012 | Val Thorens | Frankreich |
| 3   | 14. Januar 2017   | Watles      | Italien    |

### Weitere Erfolge
- Junioren-WM 2007: 3. Skicross
- 4 Podestplätze im Europacup, davon 1 Sieg